# IC 1536
IC 1536 ist eine elliptische Galaxie vom Hubble-Typ E-S0 im Sternbild Andromeda am Nordsternhimmel. Sie ist schätzungsweise 240 Millionen Lichtjahre von der Milchstraße entfernt.
Das Objekt wurde am 6. Juli 1888 vom Astronomen Edward Emerson Barnard entdeckt.